# Топ Гиър
Тази статия се отнася до настоящия формат на предаването. За повече информация вижте Топ гиър (оригинален формат)
„Топ Гиър“ (на английски: Top Gear) е телевизионно предаване на BBC за автомобили, носител на наградата EMMY през 2005 г. за най-добро телевизионно предаване без сценарий, излъчвано извън САЩ, няколкократен носител на наградата на BAFTA (в периода 2000 – 2005 г.) и на националните телевизионни награди на Обединеното кралство. В последните си сезони програмата отчита близо 350 милиона зрители по целия свят и около 8 милиона зрители във Великобритания. Топ гиър е една от външните продукции на BBC с най-голям бюджет, като епизодите се излъчват по BBC 2 в праймтайма в неделя на всяка седмица с повторение във вторник вечер. През 2015 Джереми Кларксън, Ричард Хамънд и Джеймс Мей са изгонени предаването.
В настоящия си формат, шоуто е водено от трима английски журналисти: Джереми Кларксън, Ричард Хамънд и Джеймс Мей и тайнствения пилот Стиг, като успехът му го прави едно от най-копираните телевизионни предавания по целия свят. Регионални версии на предаването се излъчват в Гърция (Скай TV), Дания (3 плюс TV)], Канада (ББС Канада), Норвегия (NRK2), Хонг Конг (ATV World) и САЩ (ББС Америка)]. Правата за излъчване са продадени също и в Австралия и Южна Корея, а на 24 февруари 2008 г. и bTV започна излъчване на 30-минутна версия на предаването.

## История
Началото на предаването е поставено през 1977 година, когато BBC Бирмингам снима 30-минутно магазинно предаване за автомобили, водено от серия журналисти и с участия на представители на английския шоубизнес. В този си формат шоуто се установява с една от своите запазени марки – музикалната тема в началото на предаването по песента „Jessica“ на The Allman Brothers Band. След 1999 г. оригиналното изпълнение е с нов аранжимент.
Първоначалната концепция за предаването включва преглед на нови автомобили и излъчване на филми насърчаващи сигурното шофиране, преглед на класически автомобили и организиране на състезания за търсене на млади таланти с голяма награда – участие в автомобилното рали на Кралския автомобилен клуб. През 1987 г. към екипа се присъединява бившият пилот от Формула 1 Тиф Нидел, а след идването на журналиста от списание „Performance Car“ Джереми Кларксън предаването придобива все по-голяма популярност. Въпреки обвиненията за сексизъм, безотговорно шофиране и неглижирането на проблемите с околната среда, Кларксън привлича огромни аудитории и концентрира вниманието на производителите на автомобили върху предаването, тъй като негативните оценки на Топ гиър биха могли да се отразят върху продажбите им.
През 1999 г. Джереми Кларксън напуска предаването, което има трагичен ефект върху гледаемостта му – през 2001 г. поради липса на зрителски интерес BBC взима решение да спре снимките на шоуто. Желанието да запълнят възникналата ниша води до създаването на няколко телевизионни предавания с автомобилна тематика излъчвани на други английски телевизионни канали, но техният успех е ограничен.

## Формат на предаването

### Нововъведения
Скоро след взимането на решението да спре шоуто, BBC преразглежда ситуацията и приема предложението на Кларксън да релансира шоуто в нов, 60-минутен, студиен формат. Първият сезон на новото предаване се излъчва през 2002 г. от опразнен авиационен хангар край неизползваната частна самолетна писта в парка Дънсфолд в графство Съри. С помощта на британските производители на спортни автомобили Lotus, Топ гиър създават своя автомобилна писта, използваща пистата за излитане и кацане и алеите за рулиране. Всяко предаване се снима в срядата преди излъчването в неделя, като се допускат около 400 гости с безплатен пропуск, за който се кандидатства по Интернет. Според официалната информация от сайта за резервации, средният период на чакане за билет е 1 до 2 години. В своя блог през 2006 г. обаче Кларксън обявява, че списъкът с кандидатите възлиза на 190 000 души и с настоящия темп на посещаемост за изчерпването му ще са необходими 19 години. 

### Рубрики
В новия си формат шоуто се различава сериозно в сравнение с предишния си вид: удвоеното времетраене на предаването, представянето на двама нови водещи и на Стиг, както и въвеждане на нови рубрики като „Звезда в кола с разумна цена“, „Готината стена“, „Скоростна обиколка“, еднократни състезания, както и представянето на новини свързани с автомобилите. Друга запазена марка на предаването е разрушаването на каравани – обект на възмущение от страна на водещите поради склонността им да предизвикват задръствания по пътищата. Други забавни рубрики са „Епическите състезания“ и „Предизвикателствата“.
При Епическите състезания се поставя автомобил срещу някакъв алтернативен транспорт, като целта е да се докаже, че автомобилът днес е най-бързият, най-комфортният и най-сигурният метод за придвижване. Автомобилът винаги бива шофиран от Кларксън, докато Хамънд и Мей трябва да използват алтернативен транспорт и да се опитат да пристигнат до определената дестинация преди автомобила. Дотогава са правени състезания с влак, самолет, кораб както и комбинации между трите, като колата винаги е побеждавала.
Предизвикателствата също са много забавна част от предаването. В тази рубрика на тримата водещи им се поставя предизвикателство от продуцентите на предаването. Най-често водещите, всеки за себе си, трябва с предоставения им бюджет да закупят кола втора употреба по строго определен критерий. След това тримата се срещат заедно със закупените автомобили, където всеки трябва да изпълни определени тестове и предизвикателства със своя автомобил. На края се определя победителят, който е купил най-добрия автомобил. Известни предизвикателства са били например: Порше за по-малко от 1000 паунда; автомобил за по-малко от 100 паунда; кола амфибия и др.
В първия сезон на предаването се създава и мита за Стиг, чиято самоличност остава неизвестна. Пилотът никога не маха каската и спортния си костюм и никога не говори, въпреки че във финалните надписи името му е включено сред водещите веднага след тези на титулярите. Фактът че самоличността му е неизвестна създава и друга запазена марка на предаването – при представянето му се дават подсказки за неговата истинска същност, като водещият обявява: „Казват че …“ и завършва с „Всичко което знаем е, че се казва Стиг“.

## Участия в други предавания

### Специални епизоди
Поради високата си популярност през последните години шоуто снима и специални епизоди, посветени на актуални събития или с благотворителна цел. Едночасови предавания са снимани по повод Зимните олимпийски игри в Торино и при експедицията на Топ Гиър до Северния полюс.

### Свързани продукции
Организирано е и специално издание на популярното във Великобритания предаване Top of the Pops, в което тримата водещи представят своите любими песни и свирят заедно с известни музиканти.

### В България
В България предаването „Топ Гиър“ се излъчваше по bTV и TV7 и е с български дублаж. В него участват Станислав Димитров, Владимир Колев и Любомир Младенов.